# Museo Arqueológico de Anfípolis
El Museo Arqueológico de Anfípolis es uno de los museos de la región de Macedonia Central, en Grecia.
Se encuentra en un edificio que fue construido entre 1976 y 1987 para albergar los objetos que se encontraban en las excavaciones de la zona, realizadas principalmente por la Sociedad Arqueológica de Atenas bajo la dirección del arqueólogo Dimitrios Lazaridis entre 1956 y 1984.

## Colecciones
El museo contiene una colección de objetos que permite exponer la historia de la antigua ciudad de Anfípolis y de su área circundante.
Se encuentra dividido en varias secciones temáticas. La primera es la correspondiente a la prehistoria, que alberga una serie de objetos de periodos comprendidos entre el neolítico medio (5000 a. C.) y la Edad del Hierro temprana (750 a. C.) A continuación está la sección del periodo histórico temprano, en la que los hallazgos encontrados en tumbas de la zona, principalmente de cerámica, atestiguan el progresivo establecimiento en la zona de población griega a partir del siglo VII a. C.
Una tercera sección es la de los periodos clásico y helenístico, en la que se expone el desarrollo de la ciudad de Anfípolis, que había sido fundada como colonia ateniense en el 437 a. C., pero pronto se convirtió en ciudad independiente hasta que fue absorbida por el Reino de Macedonia en el 357 a. C. En esta sección se exponen hallazgos procedentes de los diversos santuarios de la ciudad, dedicados tanto a divinidades locales como a los dioses olímpicos y del gimnasio, que debió ser un importante lugar. La vida cotidiana y pública de la ciudad se refleja también a través de otros hallazgos como monedas, cerámica, productos artesanales y esculturas. Además, se exponen las prácticas funerarias a través de ajuares funerarios pertenecientes a personas de diferentes niveles sociales. 
La cuarta sección es la correspondiente a la época romana, en la que la ciudad también tenía importancia, como atestiguan los suelos de mosaico y otras destacadas obras de arte de este periodo halladas en la zona. La quinta sección expone la época de los primitivos cristianos, en la que se muestran hallazgos de varias basílicas cristianas como mosaicos y elementos arquitectónicos con una rica decoración. Sin embargo, en el siglo VI las invasiones eslavas ocasionaron el declive de la ciudad. Por último, una sexta sección expone los hallazgos del periodo bizantino, en el que el área más densamente poblada de la zona era la correspondiente a la ciudad portuaria de Crisópolis, mientras entre los restos de la ciudad de Anfípolis había solo un pequeño asentamiento.

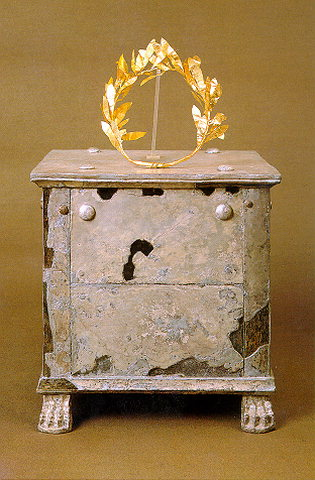
Lárnax de plata y corona de oro de hojas de olivo.
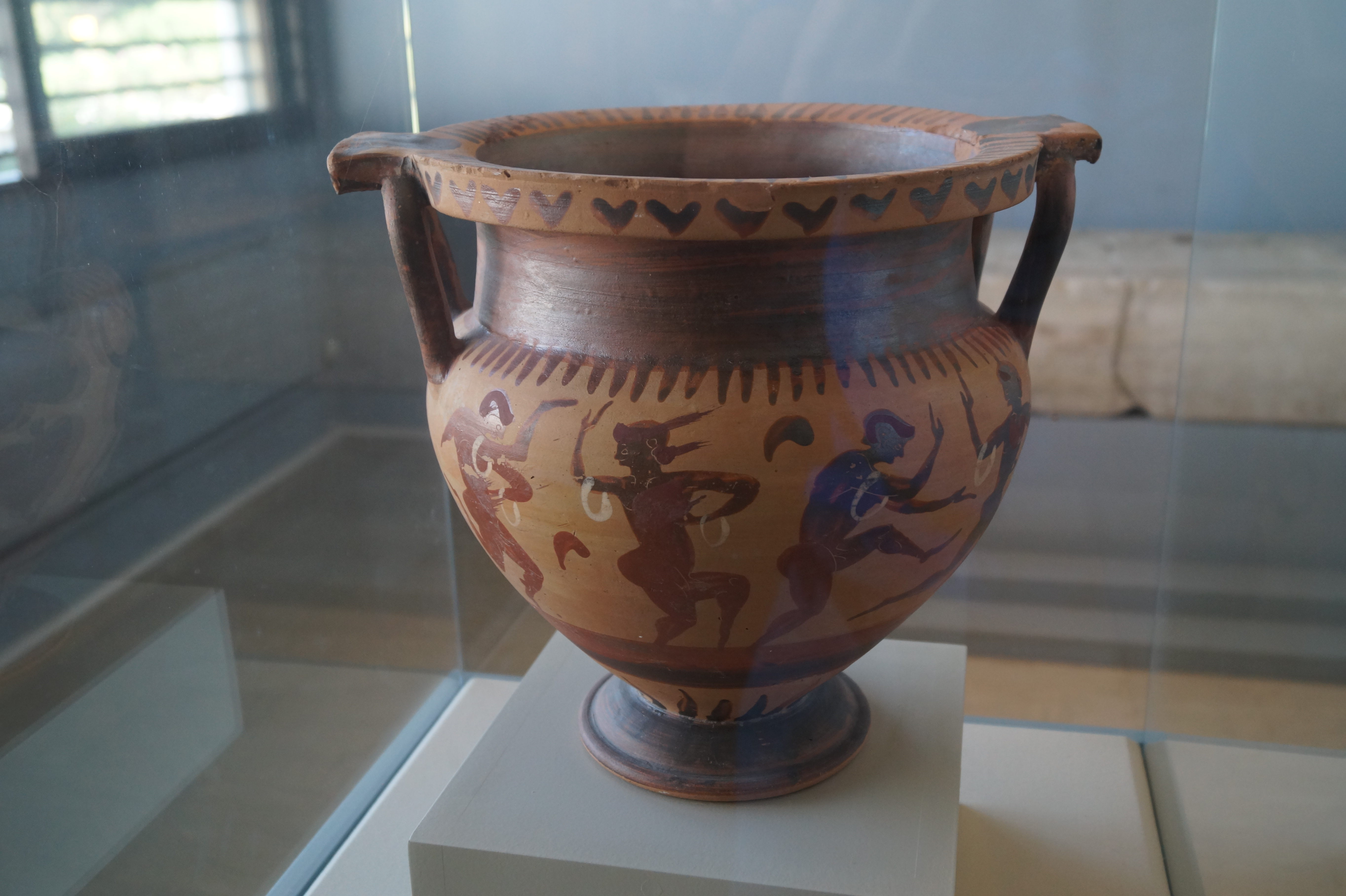
Cratera del siglo VI a. C. procedente de Eyón.
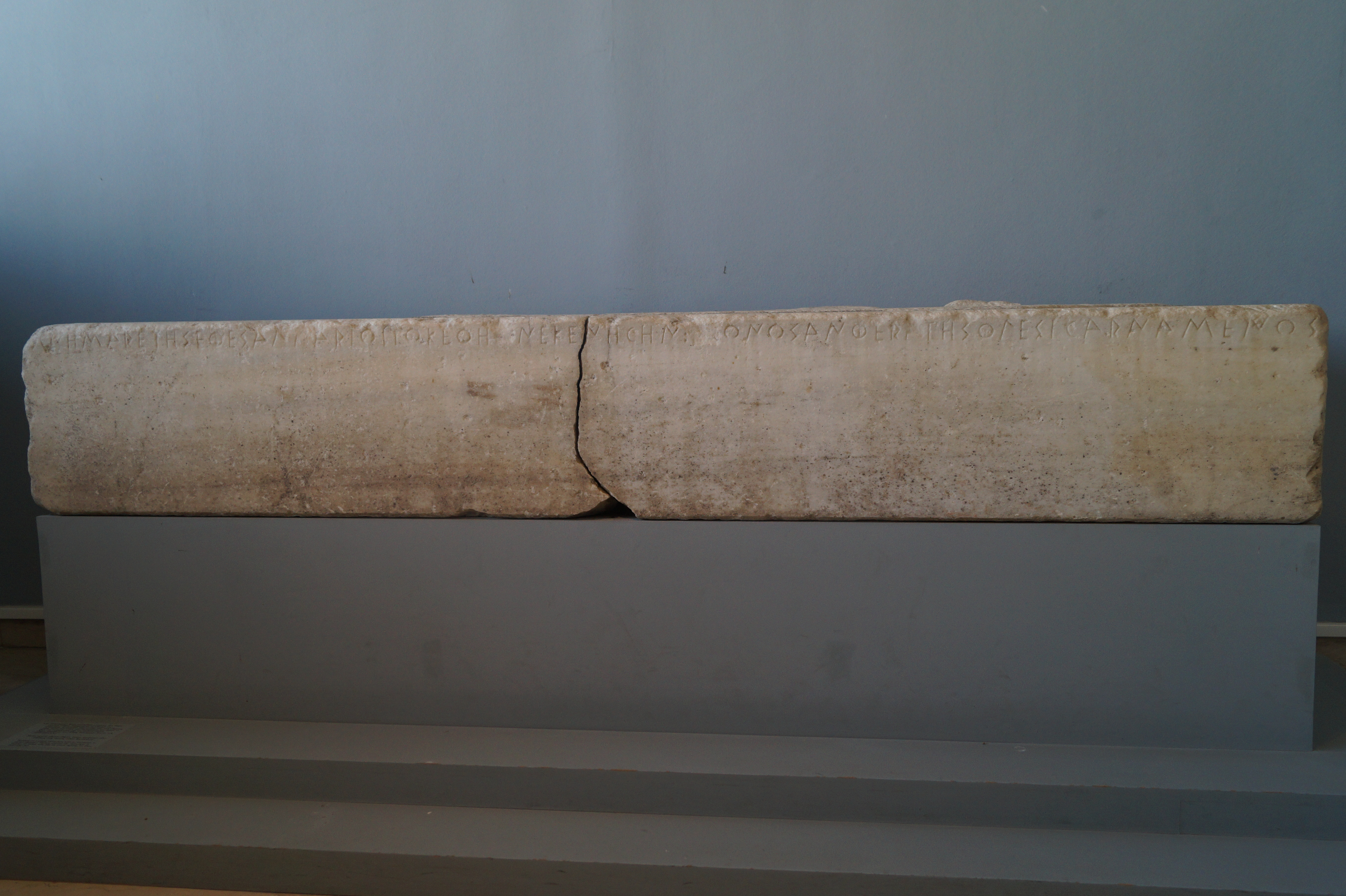
Pedestal de una estatua encontrado en Anfípolis con una inscripción en honor de un defensor de la ciudad de Eyón.
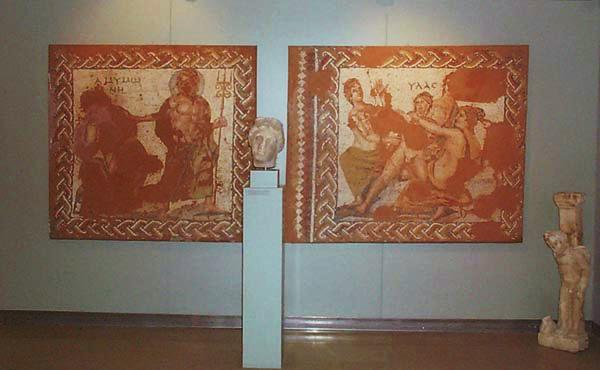
Dos mosaicos del periodo romano, representando uno de ellos a Poseidón y el otro a Hilas y las ninfas.